# John Valentine Smith
Pour les articles homonymes, voir John Smith et Smith.
John Valentine Smith (1824 - 10 février 1895) était un propriétaire foncier de Nouvelle-Zélande, un chef de milice et un homme politique.
Smith était une figure notoire dans la région de Wairarapa, possédant les runs (ranchs) de Mataikona et de Lansdowne. Il a représenté l'électorat de Wairarapa et de Hawkes Bay dans le 2e Parlement de la Nouvelle-Zélande (ouvert le 15 avril 1856), mais a démissionné avant la fin de son mandat. Il ne fut membre d'aucune législature suivante.
Smith était également chef de la milice locale, tenant le rang du commandant. Dans les années 1860, il a attiré l'attention pour son militantisme en faveur de la construction d'une palissade à Masterton afin de se défendre contre une éventuelle attaque Māori. Beaucoup de gens, y compris Isaac Featherston, le superintendant de la province de Wellington, croyaient que la construction de la palissade rendrait plus probable un conflit, mais après que beaucoup de travail, Smith put convaincre le gouvernement de financer le projet. La construction fut cependant émaillée de difficultés, et le résultat final fut insuffisant. La palissade n'a jamais eu l'occasion de servir et fut surnommée « la folie du commandant Smith. »